# Familia Embriaco

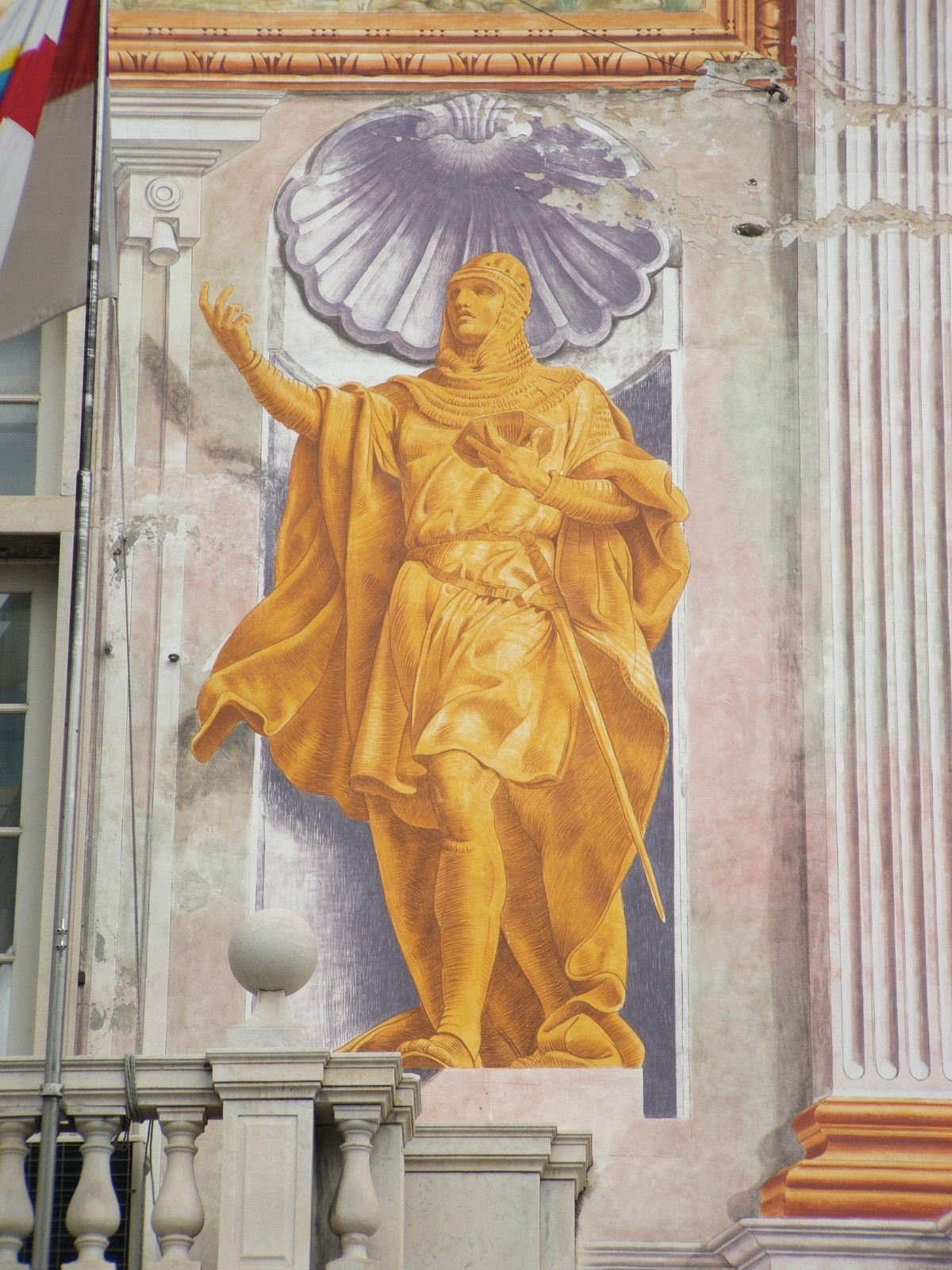
Guillermo Embriaco retratado en la fachada principal del Palazzo San Giorgio, Génova

La familia Embriaco fueron aventureros genoveses, que desempeñaron un papel importante en la historia de los estados cruzados. Ellos se autodenominaban «Señores (Seigneur) de Jebail» o «Gibelet», «Gibeleto» o «Gibelletto». Jebail es la histórica Biblos (Jbeil) en el Líbano.
Llegaron al Reino de Jerusalén ya inicios de 1099, con Guillermo Embriaco y su hermano Primo di Castello. Tuvieron Jebail, dado a Hugo I Embriaco por Beltrán de Tolosa, desde alrededor de 1110, que había sido tomada unos años antes. Su poder en Jebail duró - aparte de la ocupación por Saladino desde 1187-1197 - hasta finales del siglo XIII, cuando fueron derrotados por Bohemundo VII de Trípoli, y finalmente expulsados por los avances musulmanes.
- Hugo I Embriaco de Gibelet, señor de Gibelet (aprox. 1110-)
- Hugo II Embriaco de Gibelet, señor de Gibelet
- Guillermo I Embriaco de Gibelet, señor de Gibelet
- Guillermo II Embriaco de Gibelet, señor de Gibelet (-1157), se casó con Fadie, hijo de Manasés de Hierges
- Bertrand I Embriaco de Gibelet, señor de Gibelet, se casó con Doleta, hija de Esteban de Armenia

- Hugo III Embriaco, señor de Gibelet (fallecido en 1196), se casó con Estefanía de Milly, y tuvo: 
  - Plasencia Embriaco de Gibelet (fallecida en aprox. 1218), se casó con Bohemundo IV de Antioquía
  - Guido I Embriaco, señor de Gibelet (1197-1241), se casó en 1204 con Alix, hija de Bohemundo III de Antioquía, y tuvo: 
    - Enrique I Embriaco, señor de Gibelet (fallecido en aprox. 1271), se casó en aprox. 1250 con Isabel de Ibelín, y tuvo: 
      - Guido II Embriaco, señor de Gibelet (fallecido en 1282) se casó con Margarita Grenier de Sidón, hija de Julián Grenier, conde de Sidón
        - María Embriaco (fallecida en Nicosia en 1331), se casó en aprox. 1295 con Felipe de Ibelín, senescal de Chipre y Jerusalén (1253-1318)
        - Pedro Embriaco de Gibelet, último señor de Gibelet

      - Balián Embriaco de Gibelet (fallecido en 1313)
      - Balduino Embriaco de Gibelet (fallecido en 1282)
      - Juan Embriaco de Gibelet (fallecido en 1282), se casó con Alemán N (?)
      - María Embriaco de Gibelet (fallecida en aprox. 1290), se casó con Balián II de Ibelín, titular conde de Sidón

    - Raimundo Embriaco de Gibelet
    - Bertrand Embriaco de Gibelet
    - María Embriaco de Gibelet
    - Inés Embriaco de Gibelet, se casó con Bartolomé, señor de Soudin

Otra rama: 
- Guillermo de Gibelet, se casó con Fadie de Hierges and tuvo: 
  - Hugo de Gibelet (falleció en aprox. 1220), señor de Besmedin, se casó con Inés de Ham y tuvo: 
    - Raimundo de Gibelet (falleció en aprox.  1253), señor de Besmedin, se casó primero con Margarita de Scandelion y después con Alix de Soudin, y tuvo: 
      - Juan I de Gibelet, se casó con Poitevina, hija de un Mariscal  de Trípoli
        - Juan II de Gibelet (falleció en aprox. 1315), se casó con Margarita du Plessis, no tuvieron descendencia.
        - María de Gibelet

      - Hugo de Gibelet, murió joven
      - Enrique de Gibelet (fallecido en 1310), señor de Besmedin, se casó con Margarita de Morf, no tuvieron descendencia
      - Bertrand de Gibelet, murió joven
      - Eschiva de Gibelet, se casó con Raimundo Visconti
      - Inés de Gibelet
      - Susana de Gibelet, murió joven
      - María de Gibelet, se casó con Guido de Montolif

    - Girard de Ham de Giblet (d. 1225)
    - Guillermo II de Gibelet (fallecido en aprox. 1243), se casó con Ana de Montignac, y tuvo: 
      - Odón de Gibelet, died young
      - Girard de Gibelet, died young
      - Juan III de Gibelet, señor de Saint-Foucy, se casó con Gillette d'Angiller, y tuvo: 
        - Guillermo III de Gibelet, se casó en 1318 con Marie de Verny, no tuvieron descendencia
        - María de Gibelet
        - Eschiva de Gibelet (fallecida en aprox. 1350), se casó Simón Petit (fallecido en 1338/1355)

      - Estefanía de Gibelet, se casó con Amaury le Bernier
      - María de Gibelet, se casó con Amaury le Flamenc
      - Femie de Gibelet, died young
      - Agnes de Gibelet, died young

    - Adán de Gibelet, señor de Adelon
    - Inés de Gibelet, se casó con Teodorico de Termonde